# Тетива лестницы

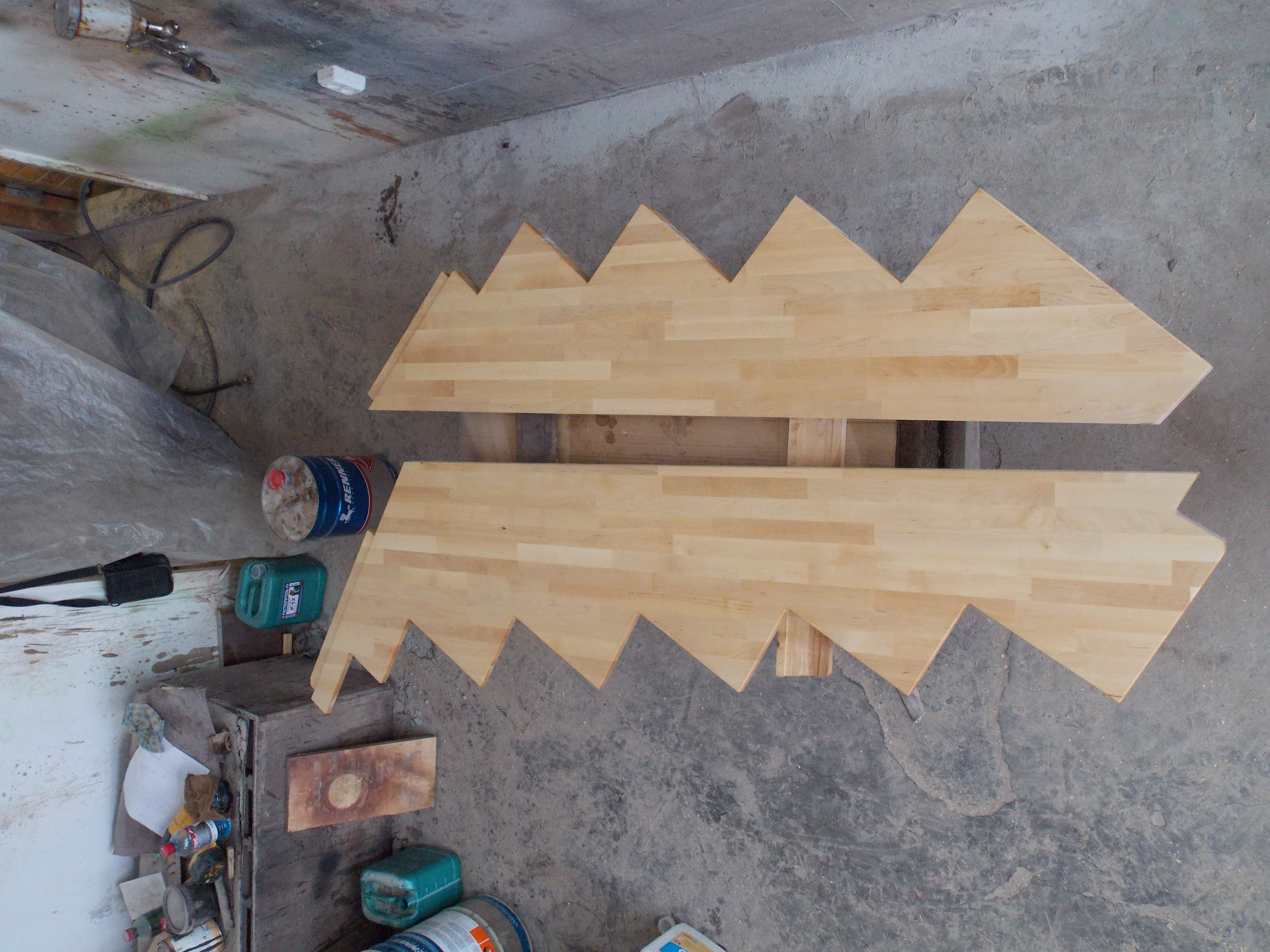
Лакированные косоуры

Тетива́ (англ. closed stringer) — основной несущий элемент конструкции лестницы: наклонная или вертикальная балка, формирующая каркас строения, к которому крепятся ступени. По способу монтажа ступеней различают косоуры (ступени крепятся сверху в предварительно подготовленные запилы) и классическую тетиву (ступени устанавливаются в специальные пазы с внутренней стороны).

## Типы тетив и основанная на них классификация лестниц

#### Классификация лестниц по количеству тетив
- На одной тетиве (консольная).
- На одной тетиве + больцы (комбинированная)
- На одной тетиве + ограждение из листовой стали (используется лазерная, плазменная или гидроабразивная резка)

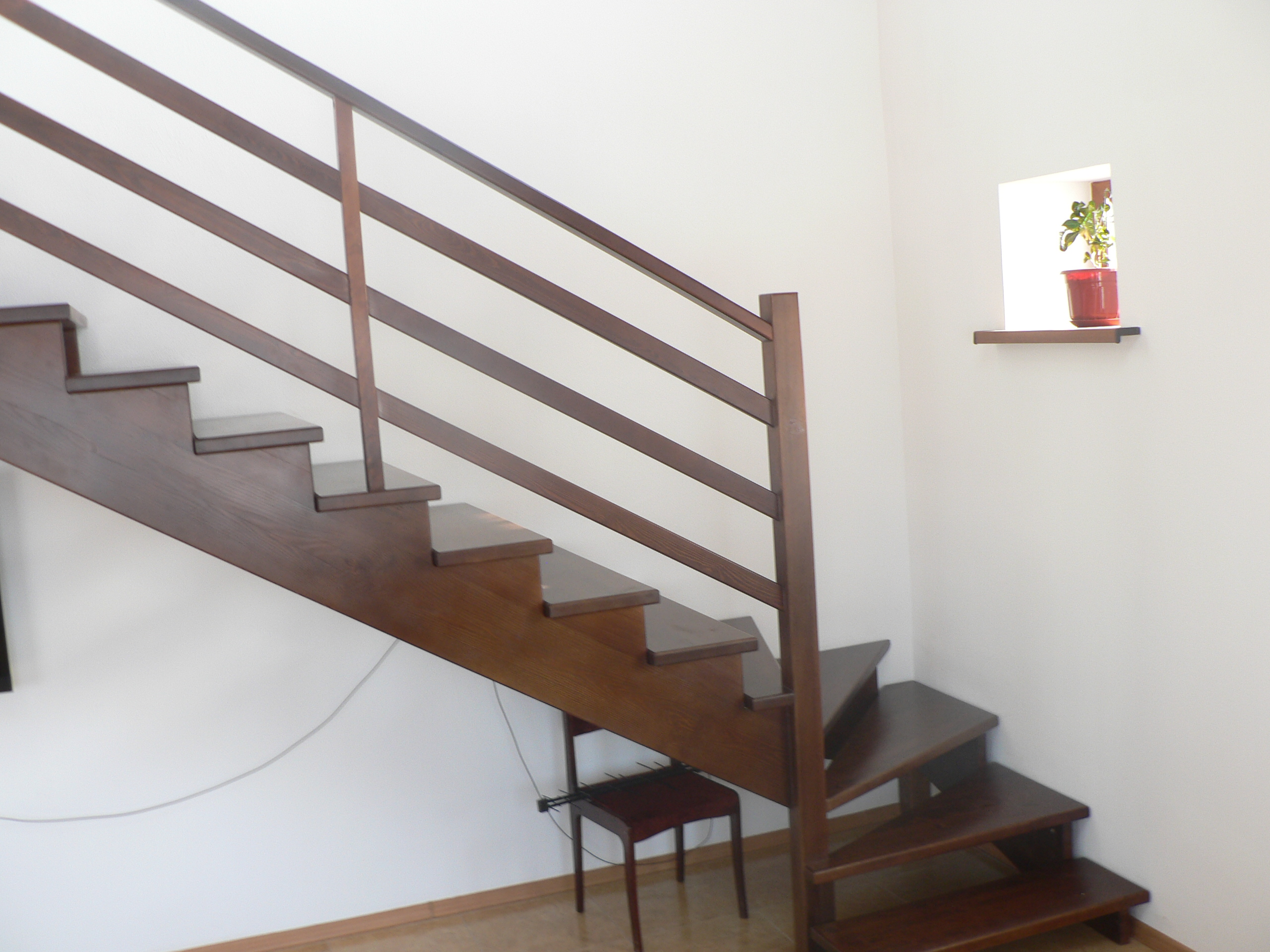
Лестница на двух косоурах.

- На двух (стандартная).

#### Классификация тетив по способу крепления (заделки) ступеней
- С креплением ступеней в разрез балки.
- С креплением ступеней на прибоины.
- С креплением ступеней на опорные бруски.

#### Классификация тетив по форме

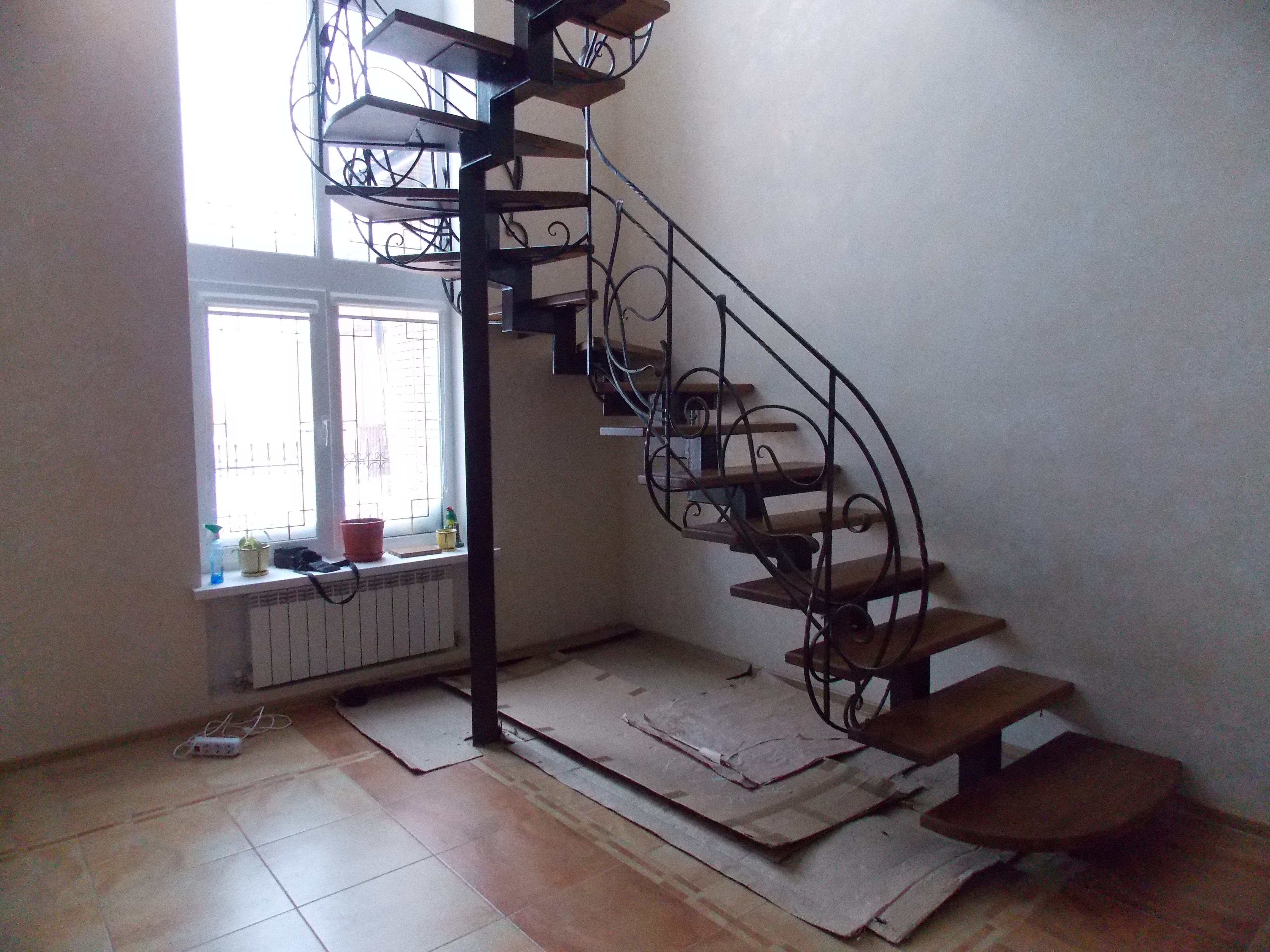
Лестница с центральным косоуром

- Прямые.
- Изогнутые.
- Спиральные.

#### Классификация тетив по материалу
- Деревянные.
- Металлические.

- Пластиковые.

- Комбинированные (композитные).

- Гнутоклеёные.

## Изготовление тетив

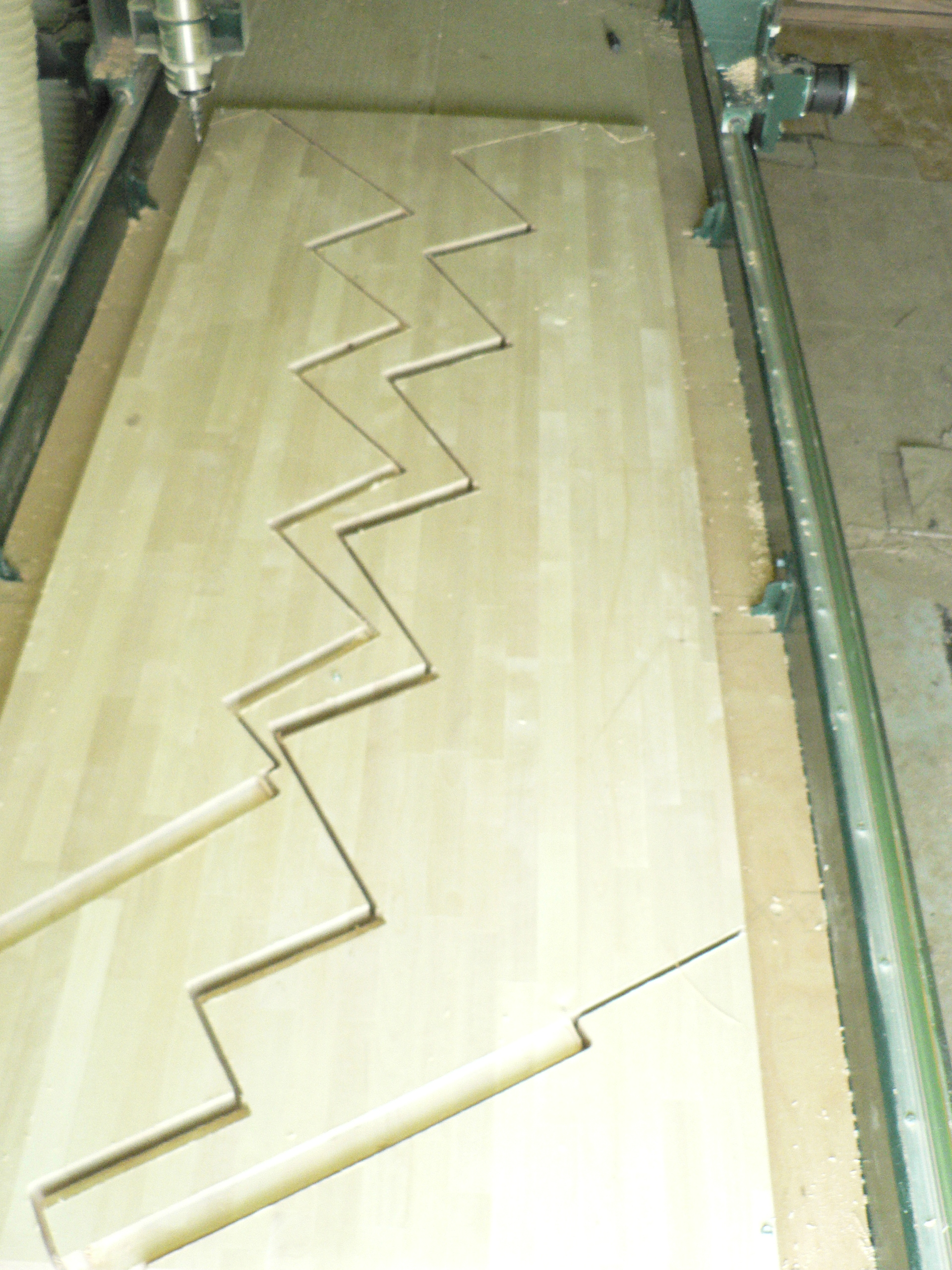
Изготовленные на станке с ЧПУ косоуры

Основная сложность при изготовлении тетив — необходимость высокой точности раскроя элементов, поскольку незначительные погрешности могут привести к нарушению целостности конструкции при эксплуатации. Часто тетивы имеют сложную форму и для их изготовления необходимо печатать шаблоны на рулонном принтере или плоттере. Современные столярные мастерские используют для этого станок с ЧПУ, на котором раскраивают детали непосредственно по проекту.